# ببتيداز

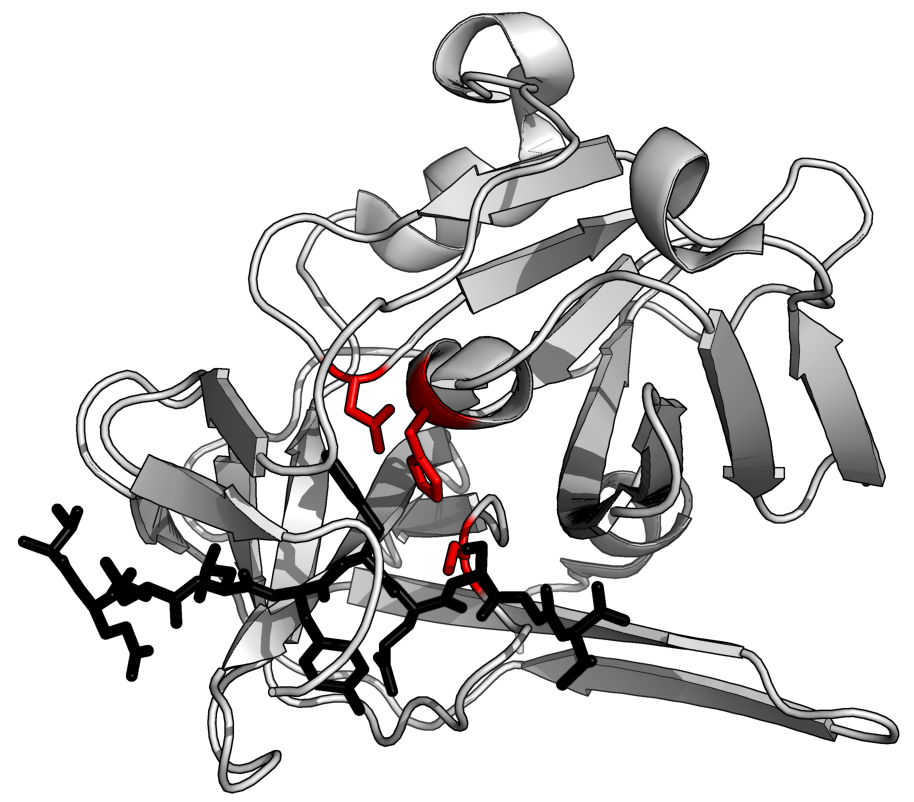
بنية أحد أنواع إنزيم البروتييز

ببتيداز أو البروتياز أو إنزيمات تحليل البروتين (بالإنجليزية: Protease)‏ هي مجموعة من الإنزيمات البروتينية تعمل على تحلل جزيئات البروتين الكبيرة وتجزئتها إلى بروتينات قصيرة. فالإنزيم يبدأ بتفكيك سلسلة البروتين الطويلة بواسطة التحليل المائي للببتيد في السندات التي تربط الأحماض الأمينية معا في سلسلة الببتيد المشكل للبروتين. ويعد الببتيداز أحد الانزيمات التي تساعد على الهضم، والذي يقوم بتفكيك البروتينات في المعدة والامعاء إلى مركباتها الاساسية - الأحماض الأمينية. وتتواجد هذه الانزيمات بنوعين: ببتيداز داخلية (Endopeptidase) وببتيداز خارجية (Exopeptidase).

## التصنيف
تصنف البروتياز (ببتيداز) حاليا إلى ست مجموعات رئيسية:
- -سيرين البروتياز،
- -ثريونين البروتياز،
- -سيستين بروتياز،
- -اسبارتيتي البروتياز،
- -بروتياز حمض الجلوتاميك،
- بروتياز فلزي (بالإنجليزية: Metalloproteases)‏.

لم يصنف «ثريونين البروتياز» و «بروتياز حمض الجلوتاميك» حتى عام 1995 و 2004 على التوالي. الآلية المستخدمة ليلتصق سندات الببتيد، تنطوي على إجراء بقايا الأحماض الأمينية التي تحتوي على السيستين وثريونين (البروتياز) أو جزيء الماء (حمض الأسبارتيك، حمض البروتياز الفلزي والجلوتاميك) أليف النواة، بحيث يمكن أن تهاجم مجموعة حمض كربوكسيلي. طريقة واحدة لجعل النيوكليوفيل هي ثالوث الحفاز، حيث يتم استخدام بقايا الحامض الاميني لتفعيل السيرين، السيستين، أو ثريونين النيوكليوفيل.
داخل كل من مجموعات واسعة وقد تم تصنيف البروتياز، من خلال رولينغز و باريت، إلى أسر البروتياز ذات الصلة.

## اقرأ أيضا
- ببتيدات مضادة للميكروبات
- استجابة مناعة
- نظام المناعة
- غرانزيم
- بيرفورين
- أمينوببتيداز
- كربوكسي ببتيداز